# CCDOS
CCDOS（汉字磁盘操作系统）是电子工业部第六研究所（后中国计算机系统工程公司）研制的汉字系统。CCDOS是中国大陆最早的汉字操作系统之一，也是20世纪80年代较为流行的中文系统，更是众多DOS中文系统的基础。
CCDOS又名CCBIOS。因为CCDOS是在DOS的基础上，对其输入、输出模块进行了汉化，而汉字信息处理要解决的是汉字的输入或输出（显示或打印），CCDOS对DOS的改造就是对BIOS部分功能扩充，故称CCDOS为CC-BIOS。
CCDOS自1983年正式推出，主要版本有1.0、1.1、2.0、2.1、3.0、3.2和4.0。CCDOS 1.0对应PC-DOS 1.0，CCDOS 2.0、CCDOS 3.0对应PC-DOS 2.0，CCDOS 4.0对应PC-DOS 2.0以上版本。